# نینا کولاگینا

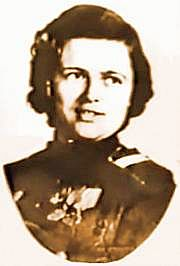
نگاره‌ای از نینا کولاگینا، در سال ۱۹۴۳

نینا کولاگینا (به انگلیسی: Nina Kulagina) (۳۰ ژوئیه ۱۹۲۶ – ۱۱ آوریل ۱۹۹۰) یک زن روسی بود که ادعا می‌کرد قدرت‌های سایکیک دارد، به ویژه در سایکوکینسیس. تحقیقات آکادمیک دربارهٔ او در ۲۰ سال آخر زندگی او در اتحاد جماهیر شوروی انجام شد.